# Clatskanie
Clatskanie è una città degli Stati Uniti d'America situata nell'Oregon, nella Contea di Columbia.
Qua nacque il letterato Raymond Carver.